# François Thomas Marie de Baculard d'Arnaud
François Thomas Marie de Baculard d'Arnaud, född 15 september 1718 i Paris, död 9 november 1805 i Paris, var en fransk författare.
Han vistades en tid vid Fredrik II:s hov och efterlämnade vid sin död en del brev från denne och andra betydande män. Baculard d'Arnaud har skrivit ett flertal romaner.
Han ligger begraven på cimetière du Père-Lachaise.